# کتی آلن (بازیکن هاکی روی چمن)
کتی آلن (انگلیسی: Katie Allen؛ زادهٔ ۲۸ فوریهٔ ۱۹۷۴) بازیکن هاکی روی چمن اهل استرالیا بود.
وی در مسابقات کشوری و بین‌المللی در مجموع برندهٔ ۷ مدال طلا شده‌است.